# Полуостров Муравьёва-Амурского
Полуо́стров Муравьёва-Аму́рского — полуостров на Дальнем Востоке России, в заливе Петра Великого (Японское море), самый крупный в Приморском крае. Назван в честь графа Николая Николаевича Муравьёва-Амурского. На полуострове расположена материковая часть Владивостока.

## География
Географические координаты: 43°09′ с. ш. 131°59′ в. д.
Полуостров омывается на западе Амурским заливом, на востоке Уссурийским заливом. Пролив Босфор Восточный отделяет полуостров от острова Русский.
Полуостров вытянут с северо-востока на юго-запад приблизительно на 35 км. Ширина у основания (по линии бух. Тростниковая (зал. Угловой) — бух. Муравьиная) составляет 17 км. Ширина по линии Чайка — Рыбачий — 13 км, на оконечности полуострова, по линии Спортивная Гавань — Тихая около 9 км. Площадь — 414 км² (включая озёра и водохранилища).

## Рельеф
Территория полуострова Муравьёва-Амурского располагается в пределах южной активизированной окраины Ханкайского массива и охватывает две тектонические структуры — Южно-Приморский прогиб и Великопетровский выступ, разделённые крупным разломом, прослеженным вдоль долин Чёрной Речки и Лазурной, так называемым «Береговым швом». Горст основного хребта, разделяющего бассейны Амурского и Уссурийского заливов, состоит из серии небольших хребтов широтного простирания (Океанский, Береговой хребты) и хребтов, протягивающихся поперёк основной структуры полуострова Муравьёва-Амурского. Рельеф, в целом, типичен для Южного Приморья, представлен умеренно расчленённым низкогорьем и мелкосопочником. Относительные высоты местами превышают 300 м, абсолютные более 400 м. Высшая точка полуострова — Синяя Сопка, высотой 474 м над уровнем моря, находится в северной части. В южной части полуострова господствующая вершина — гора Варгина, высотой 458 м. Остальные вершины не превышают высоты 400 м.

## Гидрография
Реки полуострова небольшие, со значительным продольным уклоном русла. Более крупные текут на запад и впадают в Амурский залив. Менее крупные относятся к бассейну Уссурийского залива. Площадь бассейна Амурского залива составляет 236 км², площадь бассейна Уссурийского залива — 178 км². Гидрологический режим характеризуется неравномерными расходами воды в течение года, с пиками в летнее время. Во время паводков наблюдаются резкие подъёмы и спады уровней воды. На реках Богатая и Пионерская построены водохранилища. Многие речки и ручьи, протекающие в черте города Владивостока, упрятаны в железобетонные лотки. Два крупнейших пресноводных водоёма на полуострове — водохранилища на реках Богатая и Пионерская, с площадями акватории соответственно 1,86 и 0,84 км². Естественные озёра — Черепашье, Чан, Безымянное (Торфянка) имеют прибрежно-морское происхождение (отчленённые лагуны) и небольшие размеры. Площадь акватории самого крупного оз. Черепашьего составляет примерно 0,16 км².

## Растительность
Лесными массивами покрыто около 260 км², или более 60 % территории полуострова. Лес произрастает, в основном, на крутых склонах и склонах средней крутизны в центральной и северной, северо-восточной частях полуострова. В крупных долинах лес имеется лишь в водоохранных зонах водохранилищ. В составе древостоя преобладает дуб, липа, широко распространён клён, берёза, ясень, амурский бархат, маньчжурский орех и другие. Почти 40 % территории, прибрежные низменности и предгорья, южная часть полуострова — заняты городской застройкой, промышленными зонами, частным сектором, дорогами, заболоченными лугами и пустырями.

## Побережье

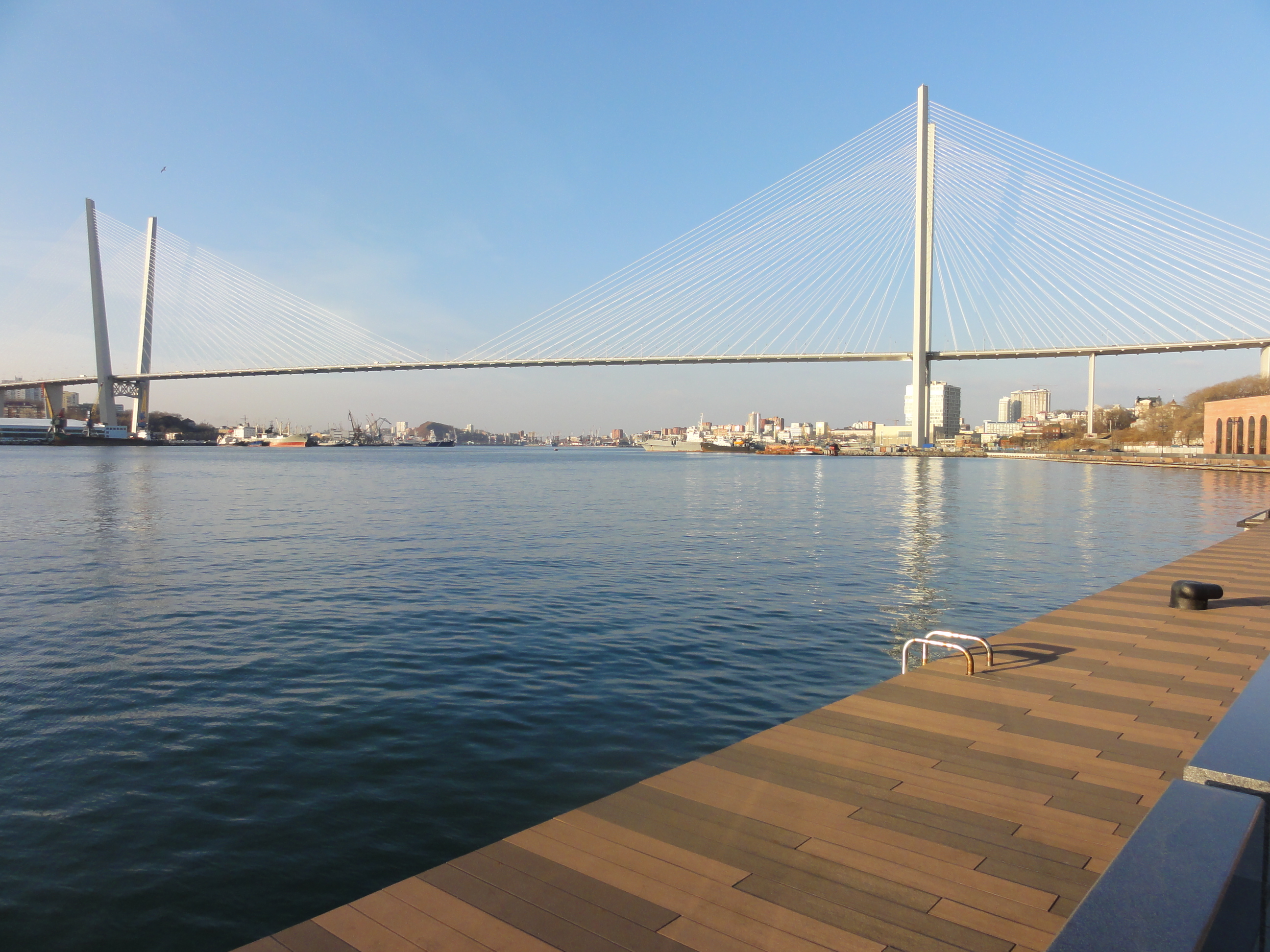
Набережная бухты Золотой Рог в центре Владивостока

Общая протяжённость береговой линии полуострова составляет 129 км. Из них длина северо-западного побережья (берега Амурского залива) — 42 км, длина южного берега (бухты Золотого Рога и прол. Босфор Восточный) — 36 км, длина юго-восточного побережья (Уссурийский залив) — 51 км. Эти три участка различаются между собой по степени изрезанности берегов, по характеру геоморфологических процессов, по уровню антропогенного воздействия на ландшафты. Южный участок побережья рассматривается отдельно, хотя формально имеет принадлежность к берегам Уссурийского залива.
Берег Амурского залива относительно ровный. Бухты и заливы неглубоко вдаются в сушу, далеко выступающих в море полуостровов нет. К северу от м. Красный (район Чайка) по направлению к вершинной части Углового залива протягиваются неширокие песчано-галечниковые и песчаные пляжи, местами у подножья невысокой террасы. У побережья Углового залива местами встречаются топкие берега, с полосой илистой осушки. Хотя вдоль этого участка побережья нет обширных городских кварталов с высотной застройкой, а на самом берегу нет причалов и портов, степень освоения и плотность застройки высокая. По долинам небольших речек, по поверхности террасы и в предгорьях распространён частный сектор, академгородок, в районе бухты Бражникова и Углового залива располагаются промзоны. Вдоль побережья от Чайки до Океанской и на п-ове Марковского протянулась санаторно-курортная зона, общей протяжённостью около 10 км. Между м. Красный и м. Дальний железнодорожные пути проложены вплотную к пляжной зоне. К югу от м. Красный по направлению к проливу Босфор Восточный возрастает высота береговых обрывов, уменьшается протяжённость пляжей. Это зона плотной городской застройки, территория непосредственно г. Владивостока. Помимо жилых кварталов, непосредственно к берегу выходят промышленные зоны ОАО «Приморнефтепродукт», ТЭЦ-1, имеются причалы Владивостокского рыбокомбината, нефтепирс, стоянки маломерного флота и др. В рекреационном отношении используются мыс Фирсова, район Моргородка, мыс Кунгасный, Спортивная Гавань, бухта Фёдорова, мыс Россета и Токаревская Кошка, общей протяжённостью ок. 5 км.
Берег Уссурийского залива более высокий и скалистый. В отличие от побережья Амурского залива, пляжи здесь располагаются изолированно, в устьях долин горных ручьёв и речек. Береговая линия также слабо изрезанна. Хотя имеется много бухт и заливов, они как правило неглубоко вдаются в сушу. Этот участок побережья подвержен волнению с открытого моря, на значительном протяжении берег скалист и обрывист.
Непосредственно городские кварталы Владивостока выходят к побережью лишь на самом юге участка. Основная часть береговой линии относится к рекреационной зоне. Здесь располагаются многочисленные пляжи, турбазы и базы отдыха, а также Всероссийский детский центр «Океан». Вдоль побережья пролегает асфальтированное шоссе.
Берег пролива Босфор Восточный наиболее изрезан. Здесь располагаются крупные бухты Золотого Рога, Диомид, Улисс и Патрокл, разделённые полуостровами Голдобина и Назимова. Береговые склоны крутые, до нескольких десятков метров высотой. Собственно береговая линия на большей части представляет собой причальные стенки портов, пирсы. Общая протяжённость берегов, не занятых портовыми сооружениями ок. 6,7 км — менее 20 % от всей протяжённости берега между маяками на Токаревской кошке и м. Басаргина. В рекреационных целях используются немногочисленные отрезки на Токаревской кошке, набережных Адмиралтейской и Цесаревича, пляж на Змеинке, пляж на перешейке п-ова Назимова. Остальное — территории портов, склады, промзоны, жилые кварталы г. Владивостока.